# Fernanda Honorato
Fernanda dos Santos Honorato (Rio de janeiro, 13 de fevereiro de 1980) mais conhecida pelo nome artístico de Fernanda Honorato, é atriz, digital influencer, ativista pela causa das pessoas com deficiência e eleita a primeira repórter com síndrome de Down do Brasil.

## Carreira
Em 2006, Fernanda foi convidada a apresentar seu dia a dia no Programa Especial da TV Brasil, dando assim, sua primeira entrevista. A intimidade com as câmeras levou a Produtora, Ângela Patrícia a convidá-la para trabalhar como Repórter onde ela trabalha até hoje. Em 2007 foi convidada a participar na novela da TV Globo: Páginas da vida e, novamente, sua intimidade com as Câmeras, seu carisma e sua alegria contagiou a equipe de produção que decidiram colocar o depoimento da Fernanda no último capítulo da novela, causando um impacto positivo muito grande dentro do movimento da inclusão. Em 2009, Fernanda foi convidada a participar do Programa do Jô Soares, para contar sobre sua jornada de luta pela inclusão e sua responsabilidade no trabalho como repórter.
Em 2014 Foi reconhecida pela Instituição Rank Brasil como a primeira Repórter com a Síndrome de Down do Brasil. Após algumas entrevistas no Programa Especial na TV Brasil, uma reportagem foi destaque na coluna “GENTE BOA” do Joaquim, no Jornal O Globo, e chamou a atenção de vários Blogs na Itália, Espanha e outros países. Após a repercussão, vieram da Itália, três repórteres da revista Oggi (magazine), uma das revistas mais antigas do país, para fazer uma matéria com a Fernanda.

## Repórter
Ha 14 anos no Programa Especial da TV Brasil, já entrevistou centenas de personalidades que possuem ou apoiam projetos voltados para a inclusão como Chico Buarque de Holanda, Marilia Gabriela, Maria Bethânia, Zico, Zeze di Camargo e Luciano, Leonardo (cantor), Daniel (cantor), Isabel Filardis, Luiz Melodia, Gloria Maria.
Em 2012, fez a cobertura do evento na ONU sobre o Dia internacional da Síndrome de Down com carteira de repórter internacional e reportagens em Portugal. Reconhecida como Reporter também na Italia, Espanha e México.

## Atriz
No teatro, protagonizou o Musical da Alegria, peça que conta a história de um casal que se conhece num bloco de carnaval, apaixonam-se e tem uma filha com a síndrome de Down. A peça tem roteiro da premiada Renata Mizrahi com direção de Luís Igreja e produção musical de Alfredo Del-Penho. Fernanda também participou da peça Vamos fazer Nós mesmos, do coletivo holandês Wunderbaum, que se apresentou na Mostra da 27ª edição do Festival de Curitiba. Foi atriz coadjuvante no filme Cromossomo 21 (filme) do cineasta Alex Duarte e uma das protagonistas da web série Geração 21 do mesmo diretor. Em 2019, Fernanda também participou no Reality Show que virou Documentário: Expedição 21.

## Filmografia

### Teatro
| Ano  | Título                 | Direção        |
| ---- | ---------------------- | -------------- |
| 2015 | Musical da Alegria     | Renata Mizrahi |
| 2019 | Vamos fazer Nós mesmos | Wunderbaum     |

### Cinema
| Ano  | Título        | Direção     |
| ---- | ------------- | ----------- |
| 2017 | Cromossomo 21 | Alex Duarte |

### Internet
| Ano  | Título     | Direção     |
| ---- | ---------- | ----------- |
| 2017 | Geração 21 | Alex Duarte |

### Televisão
| Ano  | Título       | Gênero       |
| ---- | ------------ | ------------ |
| 2017 | Expedição 21 | Documentário |